# Burg Červená Hora
Die Burg Červená Hora (deutsch: Rothenburg) in Ostböhmen gehörte zum Burgensystem der böhmischen Landesverteidigung. Ihre Reste befinden sich einen Kilometer nordwestlich der gleichnamigen Gemeinde Červená Hora im Okres Náchod in Tschechien.

## Lage
Die Reste der Ruine der Rothenburg liegen am linken Ufer der Aupa, in einer Flussschleife im Bereich des Babiččino údolí (Großmuttertal). Nachbarorte sind Boušín und Mstětín im Nordosten, Olešnice im Osten, Všeliby und Žernov im Südosten, Světlá im Südwesten und Slatina nad Úpou im Westen.

## Geschichte
Die Rothenburg wurde zwischen 1253 und 1278 während der Herrschaft des böhmischen Königs Ottokar II. Přemysl zusammen mit den benachbarten Burgen Výzmburk und Riesenburg erbaut. Alle drei Burgen gehörten zum Burgensystem der damaligen böhmischen Landesverteidigung und wurden vermutlich von Peter von Skalitz (Petr ze Skalice) und/oder dessen Söhnen Tas und Sezema errichtet.
Erster bekannter Besitzer der Burg und der gleichnamigen Herrschaft war Sezema von Červená Hora, ein Sohn des Peter von Skalitz. Weitere Besitzer waren Nikolaus Piskl (Mikuláš Pískle) aus Schweidnitz und Mathias Polc. 1372 erwarb die Rothenburg der Prager Erzbischof Johann von Jenstein gemeinsam mit seinen Brüdern Wenzel und Paul. Nachfolgende Besitzer waren die Brüder von Dubá auf Nachod. Nachdem diese ihre Besitzungen 1406 teilten, kam die Rothenburg an Hynek d. J. von Dubá.
Hynek d. J. war ein Anhänger des böhmischen Königs Sigismund. Ab 1420 kämpfte er als Hauptmann der schlesischen Armee gegen die Hussiten. In dieser Funktion wurde er im Mai 1421 bei der Verteidigung von Jaroměř gefangen genommen, später jedoch wieder freigelassen. 1427 belagerten die Hussiten die Rothenburg und brannten sie am 8. Juni dieses Jahres nieder. Da die Burg seit dem Anschluss Schlesiens an Böhmen im 14. Jahrhundert ihre ursprüngliche Bedeutung verloren hatte, wurde sie nie wiederaufgebaut.
Zusammen mit der Ortschaft Červená Hora gelangte die Burgruine an die Herrschaft Riesenburg, die 1601 Siegmund Smiřický von Smiřice für sein Mündel, den elfjährigen Albrecht Václav Smiřický, erwarb und an die Herrschaft Nachod anschloss.